# Bauhinia hookeri
Bauhinia hookeri är en ärtväxtart som beskrevs av Ferdinand von Mueller. Bauhinia hookeri ingår i släktet Bauhinia och familjen ärtväxter. Inga underarter finns listade i Catalogue of Life.

## Bildgalleri

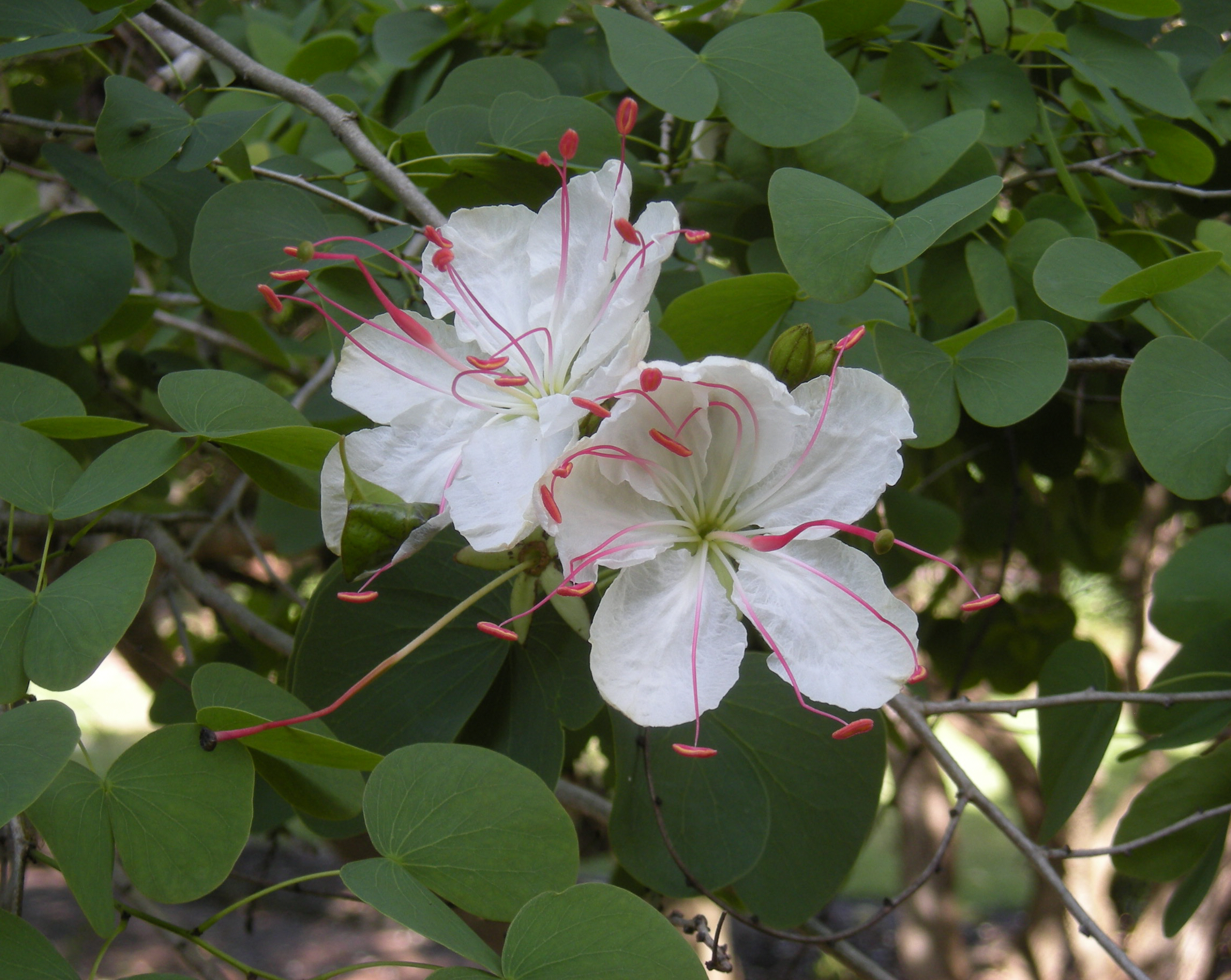